# Gebäude der Niederrheinischen Bank

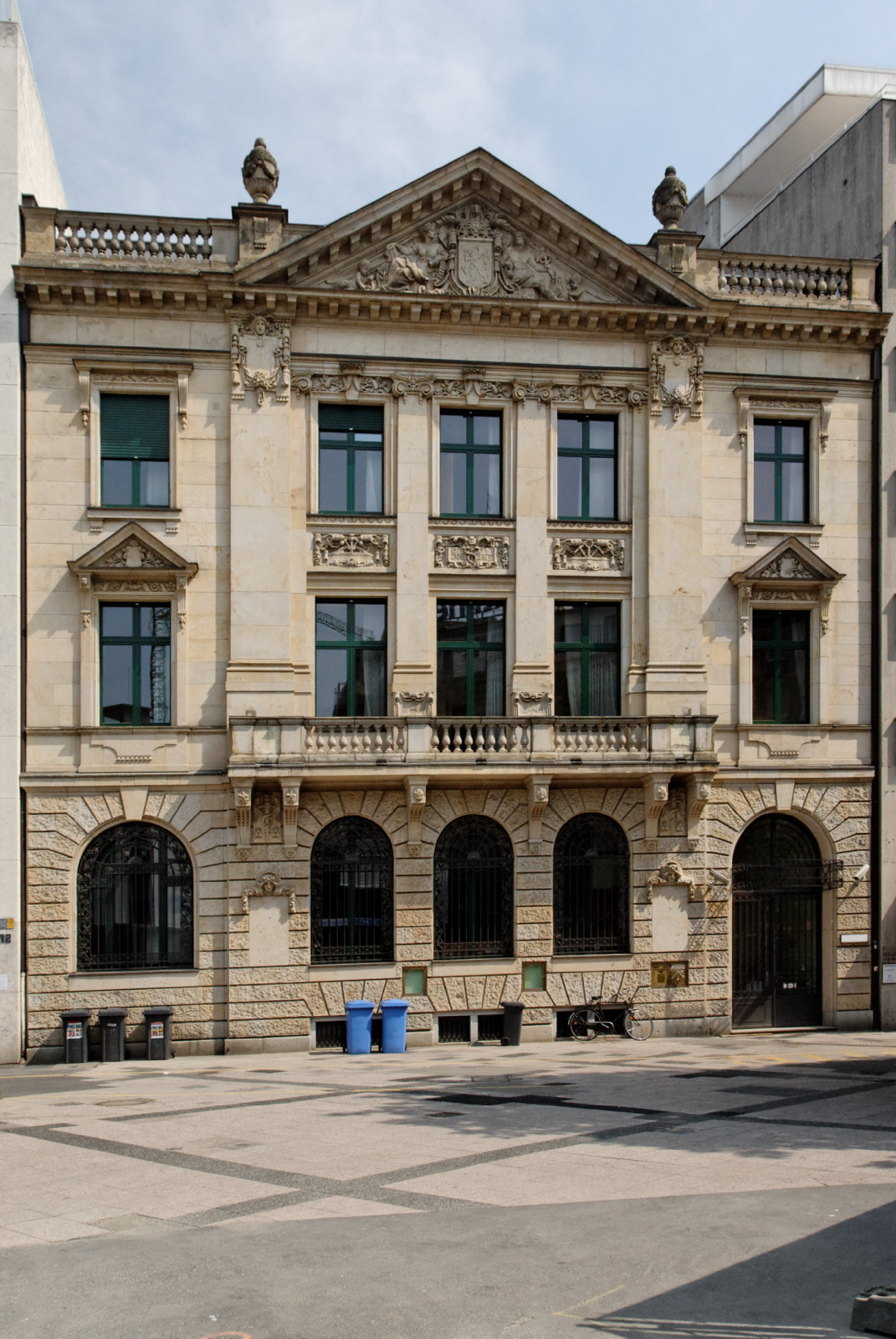
Schadowplatz 14

Das Gebäude der Niederrheinischen Bank befindet sich am Schadowplatz 14 (ursprünglich Hausnummer 12) in Düsseldorf und wurde nach einem Entwurf der Berliner Architekten Heinrich Kayser und Karl von Großheim 1896/1897 erbaut. Die Ausführung leitete der Düsseldorfer Architekt Max Wöhler.

## Nutzung
Im Erdgeschoss befanden sich die Geschäftsräume, im 1. und 2. Obergeschoss je eine Wohnung für die Bankvorstände. Im Bereich der Mittelachse war die Kassenhalle gelegen, um die sich die Hauptkasse, Besprechungs- und Direktorenzimmer sowie die Buchhaltung gruppierten.
Nach dem Zweiten Weltkrieg war das Gebäude Sitz der Privatbank Schliep & Co. Es wurde 1982 unter Denkmalschutz gestellt. Ab 2001 nutzte die Garantibank International das Haus. Anfang 2011 erwarb die Stiftung van Meeteren das Gebäude, das für die Heinrich-Heine-Universität zu einem Bildungs-, Beratungs- und Tagungszentrum unter dem Namen „Haus der Universität“ renoviert und umgestaltet wurde. Eine weitere Stiftung, die unselbständige „Stiftung Haus der Universität“, an der die Stadt Düsseldorf mit einer Million Euro, das Ehepaar van Meeteren mit 700.000 Euro und die Gesellschaft von Freunden und Förderern der Heinrich-Heine-Universität e.V. mit 300.000 Euro beteiligt sind, ermöglicht den laufenden Betrieb dieser Einrichtung. Mit dem denkmalgerechten Umbau war das Architekturbüro HPP beauftragt. Die Stiftung van Meeteren stellt der Universität das Gebäude für 30 Jahre mietfrei zur Verfügung. Die Eröffnung des Hauses der Universität fand am 20. September 2013 statt.

## Architektur
Die Fassade ist im Stil des Historismus in Anlehnung an die französische Renaissance gehalten (Neorenaissance): „Die Strassenfront aus Burgpreppacher Sandstein zeigt in monumentalen Verhältnissen die charakteristische, an Motive der französischen Renaissance sich anlehnende Formensprache der Künstler“. Das Haus verfügt über eine Nutzfläche von 1082 m².